# Plesiosaurus
Plesiosaurus ("blízký ještěr") je vyhynulý rod dlouhokrkých mořských plazů ze skupiny Plesiosauria (nadřád Sauropterygia). Tito mořští dravci žili v období spodní jury (asi před 200 až 175 miliony let) na území současné jižní Anglie. Patří k prvním vědecky rozeznaným druhohorním plazům, jejich fosilie byly objeveny již na počátku 19. století. Plesiosaurus měl končetiny přeměněné v ploutve, dlouhý krk a malou plochou hlavu. P. dolichodeirus byl spíše menším zástupcem této skupiny, jeho délka nepřesahovala zhruba 3,5 metru.

## Vědecký popis
Vědecky byl tento druh popsán roku 1824 přírodovědcem Williamem Conybearem, při stejné příležitosti jako první popsaný dinosaurus Megalosaurus (plesiosauři ale mezi dinosaury nepatřili a nebyli jim ani blízce příbuzní). První nález fosilií tohoto plaza byl učiněn v prosinci roku 1823 Mary Anningovou.

## Paleoekologie
Plesiosauři pojídali menší obratlovce (zejména ryby), dále hlavonožce belemnity a zřejmě i další kořist. Plaval vertikálními pohyby ploutví, velké rychlosti ale zřejmě nedosahoval.

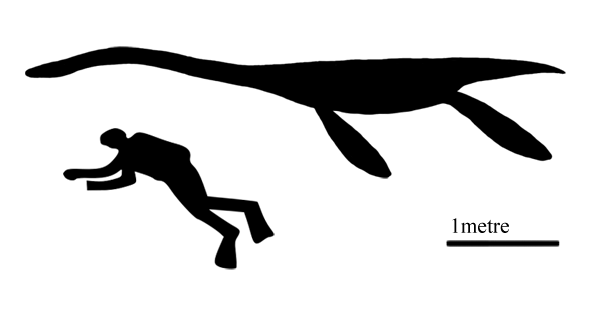
Velikostní srovnání plesiosaura a člověka.

## Taxonomie
Původně bylo popsáno více druhů tohoto rodu, ty ale byly později překlasifikovány jako samostatné rody (Hydrorion, Seeleyosaurus a Occitanosaurus). Dnes je tedy vědecky platný jen druh P. dolichodeirus.